# Alemania en los Juegos Paralímpicos de Sídney 2000
Alemania estuvo representada en los Juegos Paralímpicos de Sídney 2000 por un total de 251 deportistas, 181 hombres y 70 mujeres.

## Medallistas
El equipo paralímpico alemán obtuvo las siguientes medallas:
| Nombre | Deporte                    | Evento                                       |
| --- | -------------------------- | -------------------------------------------- |
| Oro |                            |                                              |
| Birgit Pohl | Atletismo                  | Disco F33-34 femenino                        |
| Michaela Daamen | Atletismo                  | Peso F44 femenino                            |
| Britta Jänicke | Atletismo                  | Peso F46 femenino                            |
| Marianne Buggenhagen | Atletismo                  | Peso F55 femenino                            |
| Catherine Bader-Bille | Atletismo                  | Salto de longitud F46 femenino               |
| Siegmund Hegeholz | Atletismo                  | Jabalina F11 masculino                       |
| Sven Solbrig | Atletismo                  | Jabalina F46 masculino                       |
| Michaela Fuchs | Ciclismo en pista          | Velocidad tándem clase abierta mixto         |
| Bernd Vogel | Levantamiento de potencia  | –90 kg masculino                             |
| Annke Conradi | Natación                   | 50 m espalda S3 femenino                     |
| Holger Kimmig | Natación                   | 100 m espalda S8 masculino                   |
| Christiane Pape | Tenis de mesa              | Individual 4 femenino                        |
| Jochen Wollmert | Tenis de mesa              | Individual 7 masculino                       |
| Daniel Arnold Christian Koppelberg Thomas Kurfeß | Tenis de mesa              | Equipo 6-7 masculino                         |
| Heiko Kröger | Vela                       | 2.4mR individual mixto                       |
| Jens Altmann Stefan Drabold Pavo Grgic Oliver Gutfleisch Timo Hager Bernd Heinrich Manfred Kohl Oliver Müller Bernard Schmidl Elmar Sommer Daniel Volkland Marian Warda | Voleibol de pie            | Torneo masculino                             |
| Plata |                            |                                              |
| Sabine Wagner | Atletismo                  | 100 m T44 femenino                           |
| Sabine Wagner | Atletismo                  | 200 m T44 femenino                           |
| Claudia Meier | Atletismo                  | 1500 m T12 femenino                          |
| Claudia Meier | Atletismo                  | 5000 m T12 femenino                          |
| Isabelle Foerder | Atletismo                  | 100 m T37 femenino                           |
| Simona Kegel | Atletismo                  | Peso F37 femenino                            |
| Martina Willing | Atletismo                  | Peso F57 femenino                            |
| Peter Haber | Atletismo                  | 100 m T37 masculino                          |
| Marcus Ehm | Atletismo                  | 400 m T44 masculino                          |
| Heinrich Köberle | Atletismo                  | Maratón T51 masculino                        |
| Andreas Müller | Atletismo                  | Disco F34 masculino                          |
| Rayk Haucke | Atletismo                  | Jabalina F11 masculino                       |
| Michaela Fuchs | Ciclismo en pista          | 1 km contrarreloj tándem clase abierta mixto |
| Michaela Fuchs | Ciclismo en ruta           | Ruta tándem clase abierta femenino           |
| Klaus Lungershausen | Ciclismo en ruta           | Ruta CP4 mixto                               |
| Klaus Lungershausen | Ciclismo en ruta           | Contrarreloj CP4 mixto                       |
| Silke Schwarz | Esgrima en silla de ruedas | Espada individual A femenino                 |
| Esther Weber-Kranz | Esgrima en silla de ruedas | Florete individual B femenino                |
| Carmen Hillinger Silke Schwarz Waltraud Stollwerck Esther Weber-Kranz                                                                                                   | Esgrima en silla de ruedas | Espada por equipos femenino                  |
| Udo Schwarz | Esgrima en silla de ruedas | Espada individual A masculino                |
| Uwe Bartmann Wilfried Lipinski Jürgen Mayer Udo Schwarz | Esgrima en silla de ruedas | Espada por equipos masculino                 |
| Kay Espenhayn | Natación                   | 50 m libre S4 femenino                       |
| Kay Espenhayn | Natación                   | 100 m libre S4 femenino                      |
| Kay Espenhayn | Natación                   | 200 m libre S4 femenino                      |
| Kay Espenhayn | Natación                   | 150 m estilos SM4 femenino                   |
| Annke Conradi | Natación                   | 50 m libre S3 femenino                       |
| Annke Conradi | Natación                   | 100 m libre S3 femenino                      |
| Daniela Röhle | Natación                   | 100 m espalda S11 femenino                   |
| Annke Conradi Kay Espenhayn Maria Götze Daniela Pohl | Natación                   | 4 × 50 m estilos (20 ptos.) femenino         |
| Swen Michaelis | Natación                   | 100 m espalda S6 masculino                   |
| Holger Kimmig | Natación                   | 100 m libre S8 masculino                     |
| Daniel Arnold | Tenis de mesa              | Individual 6 masculino                       |
| Monika Sikora | Tenis de mesa              | Individual 4 femenino                        |
| Monika Bartheidel Beate Schippmann | Tenis de mesa              | Equipo 1-3 femenino                          |
| Christiane Pape Monika Sikora | Tenis de mesa              | Equipo 4-5 femenino                          |
| Sabine Brogle | Tiro                       | Rifle de aire de pie SH1 femenino            |
| Sabine Brogle | Tiro                       | Rifle deportivo 3 × 20 m SH1 femenino        |
| Josef Neumaier | Tiro                       | Rifle libre 3 × 40 m SH1 masculino           |
| Christiane Latzke | Tiro                       | Rifle de aire de pie SH2 mixto               |
| Wolfgang Stöckl | Tiro                       | Rifle de aire en posición tendida SH2 mixto  |
| Jens Kroker Peter Münter Peter Riechl | Vela                       | Sonar de tres personas mixto                 |
| Bronce |                            |                                              |
| Yvonne Sehmisch | Atletismo                  | 100 m T54 femenino                           |
| Yvonne Sehmisch | Atletismo                  | 200 m T54 femenino                           |
| Britta Jänicke | Atletismo                  | Disco F46 femenino                           |
| Jessica Sachse | Atletismo                  | Jabalina F46 femenino                        |
| Siena Christen | Atletismo                  | Peso F12 femenino                            |
| Jörg Frischmann | Atletismo                  | Jabalina F44 masculino                       |
| Jörg Frischmann | Atletismo                  | Peso F44 masculino                           |
| Marcus Ehm | Atletismo                  | 200 m T44 masculino                          |
| Robert Figl | Atletismo                  | 1500 m T54 masculino                         |
| Thorston Oppold | Atletismo                  | Maratón T51 masculino                        |
| Jörg Schiedek | Atletismo                  | Jabalina F46 masculino                       |
| Ulrich Iser | Atletismo                  | Peso F55 masculino                           |
| Gerhard Wies | Atletismo                  | Peso F56 masculino                           |
| Jörg Trippen-Hilgers | Atletismo                  | Salto de longitud F12 masculino              |
| Rene Schramm | Atletismo                  | Salto de longitud F37 masculino              |
| Gunther Belitz | Atletismo                  | Salto de altura F42 masculino                |
| Rayk Haucke | Atletismo                  | Pentatlón P11 masculino                      |
| Horst Beyer | Atletismo                  | Pentatlón P42 masculino                      |
| Reinhold Bötzel Marcus Ehm Martin Horn Georg Meyer | Atletismo                  | 4 × 100 m T46 masculino                      |
| Ralph Brunner Drazen Boric Robert Figl Steffen Woischnik | Atletismo                  | 4 × 400 m T54 masculino                      |
| Wolfgang Kempf | Esgrima en silla de ruedas | Sable individual A masculino                 |
| Esther Weber-Kranz | Esgrima en silla de ruedas | Espada individual B femenino                 |
| Carmen Hillinger Silke Schwarz Waltraud Stollwerck Esther Weber-Kranz                                                                                                   | Esgrima en silla de ruedas | Florete por equipos femenino                 |
| Maria Götze | Natación                   | 200 m estilos SM6 femenino                   |
| Maria Götze | Natación                   | 400 m libre S6 femenino                      |
| Claudia Hengst | Natación                   | 200 m estilos SM10 femenino                  |
| Claudia Hengst | Natación                   | 400 m libre S10 femenino                     |
| Thomas Grimm | Natación                   | 100 m braza SB5 masculino                    |
| Thomas Grimm | Natación                   | 200 m estilos SM6 masculino                  |
| Lars Lürig | Natación                   | 100 m libre S5 masculino                     |
| Lars Lürig | Natación                   | 200 m libre S5 masculino                     |
| Holger Kimmig | Natación                   | 200 m estilos SM8 masculino                  |
| Monika Bartheidel | Tenis de mesa              | Individual 3 femenino                        |
| Dirk Hudarin Thomas Schmitt Jochen Wollmert | Tenis de mesa              | Equipo 8 masculino                           |
| Kai Schramayer | Tenis en silla de ruedas   | Individual masculino                         |
| Christine Otterbach Petra Sax-Scharl | Tenis en silla de ruedas   | Dobles femenino                              |
| Alfred Beringer | Tiro                       | Rifle libre en posición tendida SH1 mixto    |
| Martin Osewald | Yudo                       | +100 kg masculino                            |